# Hypererythrops richardi
Hypererythrops richardi is een aasgarnalensoort uit de familie van de Mysidae. De wetenschappelijke naam van de soort is voor het eerst geldig gepubliceerd in 1941 door Bacescu.